# Cannabis au Portugal

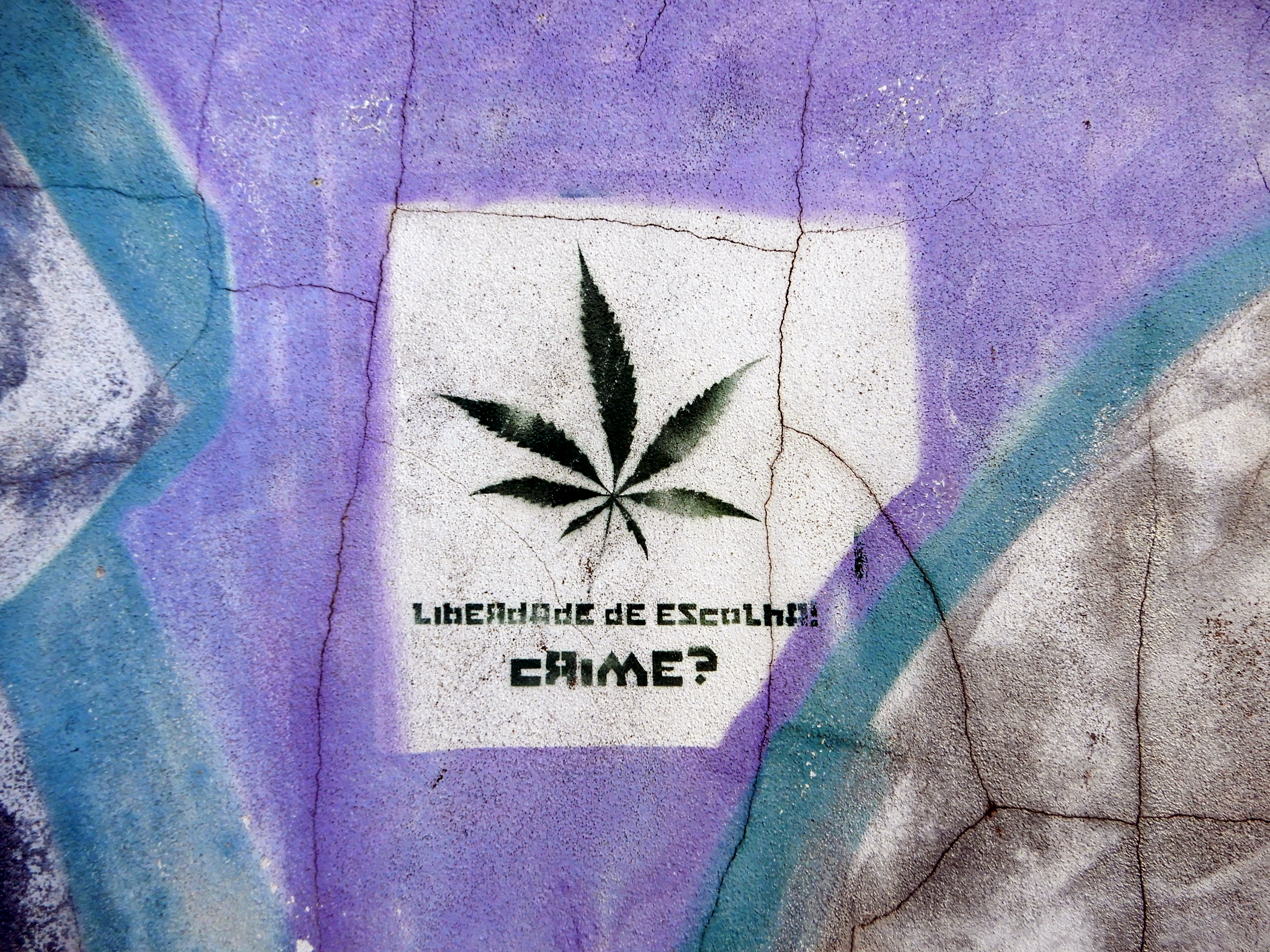
Tag relatif au statut légal du cannabis au Portugal

Le commerce de cannabis au Portugal est une infraction pénale. La loi no 30/2000 du 29 novembre 2000 a cependant dépénalisé la consommation personnelle de produits stupéfiants en abrogeant partiellement le décret-loi n° 15/93 du 22 janvier 1993.
La loi a aussi dépénalisé leur acquisition et leur détention lorsque celles-ci sont liées à la consommation personnelle, mais seulement dans la mesure où la quantité détenue n’excède pas les besoins d’une personne pendant dix jours (soit cinq grammes pour le haschich et 25 grammes pour l'herbe), ces infractions sont désormais du domaine de l'infraction administrative et non plus du pénal.
En effet, cette loi donne pour priorité de soigner les toxicomanes avant de les punir. Les sanctions administratives visent donc surtout les consommateurs non toxicomanes, mais qui sont déjà fichés. La sanction consiste en principe en une amende. Pour les consommateurs de cannabis, elle est comprise entre 25 et 150 euros.
Pour la culture, la loi diffère en fonction de l'ampleur de la culture de 30 jours-amende en cas de culture à des fins personnelles à 12 ans de prison en cas de culture pour la revente.
La vente de cannabis reste totalement interdite et peut entraîner une peine de prison de un à cinq ans.
En 2018, un projet de loi est examiné pour autoriser l'utilisation du cannabis à des fins thérapeutiques lorsque « les traitements conventionnels avec des médicaments autorisés ne produisent pas les effets attendus ou ne provoquent pas d'effets significatifs ».